# Bloomfield (Johnson County, Illinois)
Bloomfield ist eine kleine Siedlung im Johnson County im Süden des  US-amerikanischen Bundesstaates Illinois. Der Ort gehört als Unincorporated Community keiner Gemeinde an.

## Geografie
Bloomfield liegt auf 37°27′09″ nördlicher Breite und 88°52′30″ westlicher Länge. Der Ort liegt 31 km nördlich des Ohio River, der die Grenze zu Kentucky bildet. Der Mississippi, der Illinois von Missouri trennt, befindet sich 55 km westlich. Die Grenze zu Indiana liegt 103 km nordöstlich.
Benachbarte Orte von Bloomfield sind Vienna (5,6 km südwestlich), Buncombe (14,7 km westnordwestlich), Tunnel Hill (10,1 km nordnordöstlich), Simpson (14 km östlich) und Wartrace (14 km südöstlich).
Die nächstgelegenen größeren Städte sind St. Louis in Missouri (211 km nordwestlich), Louisville in Kentucky (338 km ostnordöstlich), Tennessees Hauptstadt Nashville (273 km südöstlich) und Tennessees größte Stadt Memphis (330 km südsüdwestlich).

## Verkehr
Am westlichen Ortsrand verläuft die Interstate 24, die die Verbindung von St. Louis nach Nashville herstellt. Durch das Zentrum von Bloomfield führt der U.S. Highway 45. Alle weiteren Straßen sind untergeordnete Fahrwege oder innerörtliche Verbindungsstraßen.
Mit dem Metropolis Municipal Airport befindet sich ein kleiner Flugplatz 36,6 km südöstlich von Vienna. Die nächstgelegenen größeren Flughäfen sind der Lambert-Saint Louis International Airport (233 km nordwestlich), der Nashville International Airport (282 km südöstlich) und der Memphis International Airport (342 km südsüdwestlich).